# Guardistallo
Guardistallo – miejscowość i gmina we Włoszech, w regionie Toskania, w prowincji Piza.
Według danych na rok 2004 gminę zamieszkiwało 1026 osób, 44,6 os./km².